# William Hartnell
William Henry Hartnell (Londres, 8 de janeiro de 1908 – Marden, Kent, 23 de abril de 1975), também conhecido como Billy Hartnell ou Bill Hartnell, foi um ator Inglês. Hartnell interpretou a primeira encarnação do Doutor na série de ficção científica da BBC Doctor Who, de 1963 a 1966. Ele também era conhecido por seus papéis como o sargento Grimshaw, o personagem-título do primeiro filme Carry on Sergeant em 1958, e da Company Sergeant Major Percy Bullimore na sitcom The Army Game, de 1957 até 1958, e novamente em 1960.
Hartnell era casado com Heather McIntyre partir de 9 de maio de 1929 até sua morte. Eles tiveram uma filha, Heather Anne, e dois netos. Sua viúva, Heather, morreu em 1984. A única biografia publicada dele é por sua neta, Judith "Jessica" Carney, intitulado "Who's There? The Life and Career of William Hartnell" (em português: "Quem está lá? A Vida e a Carreira de William Hartnell"). Foi publicado originalmente em 1996 pela Virgin Publishing.

## Início de Vida
Hartnell nasceu em Londres, Inglaterra, o único filho de Lucy Hartnell, uma mãe solteira. Ele foi criado em parte por uma mãe adotiva, e também passou muitas férias em Devon com a família de agricultores de sua mãe, onde aprendeu a andar a cavalo. Ele foi primo em segundo grau do estilista Norman Hartnell.
Hartnell não descobriu a identidade de seu pai (cujo elementos foram deixados em branco na certidão de nascimento) apesar dos esforços para localizá-lo. Muitas vezes conhecido como Billy, ele deixou a escola sem perspectivas e se envolveu em crimes menores. Através do clube de boxe de meninos, com 14 anos,  Hartnell conheceu o colecionador de arte Hugh Blaker, que mais tarde tornou-se seu guardião não oficial e o preparou inicialmente para treinar como um jóquei e ajudou-o a entrar na Italia Conti Academy.

## Carreira
Hartnell entrou no teatro em 1925 trabalhando como assistente de palco em geral. Ele apareceu em inúmeras peças de Shakespeare, incluindo "O Mercador de Veneza" (1926), "Julius Caesar" (1926), "As You Like It" (1926), "Hamlet" (1926), "A Tempestade" (1926) e "Macbeth" (1926). Ele também apareceu em "She Stoops to Conquer" (1926), "School for Scandal" (1926) e Good Morning, Bill (1927), antes de atuar em "Miss Elizabeth's Prisoner" (1928). Esta peça foi escrita por Robert Neilson Stephens e E. Lyall Swete. Ele apresentava a atriz Heather McIntyre, com quem se casou no ano seguinte. Sua primeira aparição no cinema foi em "Say It With Music" (1932).
Com a eclosão da Segunda Guerra Mundial, Hartnell serviu no corpo de tanque, mas foi afastado depois de dezoito meses, resultado de sofrer um colapso nervoso, e voltou a atuar. Em 1942, ele foi escalado como Albert Fosdike por Noël Coward, no filme "In Which We Serve", mas chegou atrasado para seu primeiro dia de filmagem. Coward repreendeu Hartnell na frente do elenco e equipe de sua falta de profissionalismo, fez pessoalmente pedir desculpas a todos e, em seguida, o tirou do filme. Michael Anderson, que foi o primeiro Diretor Assistente, assumiu o papel e foi creditado como "Mickey Anderson".
Hartnell continuou a interpretar personagens de quadrinhos até que ele foi escalado para o papel robusto do sargento Fletcher Ned em "The Way Ahead" (1944).  A partir de então sua carreira foi definida, interpretando principalmente policias, soldados e bandidos. Este typecasting o incomodava, pois mesmo quando lançado em comédias ele descobriu que era invariavelmente para interpretar personagens sérios. Em 1958, ele interpretou o sargento do primeiro filme de comédia da Carry On, "Carry On Sergeant". Ele também apareceu como Will Buckley - outro personagem militar - no filme "The Mouse That Roared" (1959), novamente com Sellers.
Depois de viver na 51 Church Street, Isleworth, ao lado de Hugh Blaker, os Hartnells viveram na Thames Ditton Island. Em seguida, na década de 1960 eles se mudaram para uma casa em Mayfield, Sussex.

### Doctor Who(1963-1966)

William Hartnell como o Primeiro Doutor, em Doctor Who.

O desempenho de Hartnell em "This Sporting Life" foi observado por Verity Lambert, a produtora que foi a criadora de uma nova série de televisão de ficção científica para a BBC intitulado Doctor Who; e, principalmente, por conta desse desempenho, Lambert ofereceu-lhe o papel principal. Embora Hartnell ficasse inicialmente indeciso sobre a aceitação de um papel em que foi lançado a ele como uma série infantil, em parte devido ao seu sucesso em filmes, Lambert e o diretor Waris Hussein  convenceram-no a aceitar, e se tornou o personagem pelo qual ele ganhou mais destaque e até hoje é mais lembrado. Seu primeiro episódio de Doctor Who foi ao ar em 23 de novembro de 1963, intitulado de An Unearthly Child.
Hartnell ganhava um salário regular de £3 15 por episódio em 1966 (na era de 48 semanas por ano de produção na série), o equivalente a £ 4 050 por semana em termos modernos.
De acordo com alguns de seus colegas em Doctor Who, ele poderia ser uma pessoa difícil de se trabalhar. Outros, porém, como os atores Peter Purves e William Russell, e a produtora Verity Lambert, elogiaram ele depois de completar mais de quarenta anos. Entre os relatos mais cáusticos, Nicholas Courtney, em suas memórias de áudio, lembrou que, durante a gravação de The Daleks' Master Plan, Hartnell mencionou em um extra no set ser judeu. Em uma entrevista em 2008, Courtney afirmou que Hartnell "foi bastante nacionalista, um pouco intolerante com outras raças, eu acho". No entanto, ele sempre se deu muito bem com sua primeira companheira, interpretada por Carole Ann Ford, que era judia.
A deterioração da saúde de Hartnell (ele sofria de arteriosclerose), bem como as relações pobres com uma nova equipe de produção da série após a saída de Verity Lambert, em última análise, levou-o a deixar Doctor Who em 1966.
Quando ele partiu, o produtor do show veio com uma ideia original: a de que uma vez que o doutor é um estrangeiro, ele pode transformar-se fisicamente, renovando assim a si mesmo (regeneração). O próprio William Hartnell sugeriu o novo Doutor, afirmando que "Há apenas um homem na Inglaterra, que pode assumir, e esse é Patrick Troughton". No quarto episódio da série "The Tenth Planet", o primeiro Doutor é regenerado para o segundo Doutor.

## Filmografia
Hartnell atuou em inúmeros filmes britânicos, bem como teve muitas aparições no palco e televisão, embora ele é mais conhecido por seu papel em Doctor Who.

### Filmes
| Ano  | Título                                         | Personagem                          |
| ---- | ---------------------------------------------- | ----------------------------------- |
| 1932 | Say It with Music                              | Desconhecido                        |
| 1933 | I'm an Explosive                               | Edward Whimperley                   |
| 1933 | Follow the Lady                                | Mike Martindale                     |
| 1933 | The Lure                                       | Billy                               |
| 1934 | Swinging the Lead                              | Freddy Fordum                       |
| 1934 | The Perfect Flaw                               | Vickers                             |
| 1934 | Seeing Is Believing                            | Ronald Gibson                       |
| 1935 | Old Faithful                                   | Papel menor                         |
| 1935 | While Parents Sleep                            | George                              |
| 1935 | The Guv'nor                                    | Vendedor de carros                  |
| 1936 | Nothing Like Publicity                         | Pat Spencer                         |
| 1936 | Parisian Life                                  | Desconhecido                        |
| 1936 | The Crimson Circle                             | Papel menor                         |
| 1936 | The Shadow of Mike Emerald                     | Desconhecido                        |
| 1936 | Midnight at Madame Tussaud's                   | Stubbs                              |
| 1937 | Farewell Again                                 | Papel menor                         |
| 1938 | They Drive by Night                            | Condutor de ônibus                  |
| 1939 | Too Dangerous to Live                          | Minor role                          |
| 1939 | Murder Will Out                                | Dick                                |
| 1941 | Freedom Radio                                  | Rádio Local Operador Aéreo          |
| 1942 | The Peterville Diamond                         | Joseph                              |
| 1942 | Flying Fortress                                | Gaylord Parker                      |
| 1942 | They Flew Alone                                | Scotty                              |
| 1942 | Suspected Person                               | Saunders                            |
| 1942 | The Goose Steps Out                            | Oficial alemão na Estação           |
| 1942 | Sabotage at Sea                                | Jacob Digby                         |
| 1943 | The Bells Go Down                              | Brookes                             |
| 1943 | The Dark Tower                                 | Jim Towers                          |
| 1944 | Headline                                       | Dell                                |
| 1944 | The Way Ahead                                  | Sgt. Ned Fletcher                   |
| 1945 | The Agitator                                   | Peter Pettinger                     |
| 1945 | Strawberry Roan                                | Chris Lowe                          |
| 1945 | Murder in Reverse                              | Tom Masterick                       |
| 1946 | Appointment with Crime                         | Leo Martin                          |
| 1946 | Odd Man Out                                    | Fencie                              |
| 1947 | Brighton Rock                                  | Dallow                              |
| 1947 | Temptation Harbour                             | Jim Brown                           |
| 1948 | Escape                                         | Inspetor Harris                     |
| 1949 | Now Barabbas                                   | Warder Jackson                      |
| 1949 | The Lost People                                | Barnes                              |
| 1950 | Double Confession                              | Charlie Durham                      |
| 1951 | The Dark Man                                   | Superintendente da Polícia          |
| 1952 | The Magic Box                                  | Sargento Recruta                    |
| 1952 | The Ringer                                     | Sam Hackett                         |
| 1952 | The Pickwick Papers                            | Irate Cabman                        |
| 1952 | The Holly and the Ivy                          | A Companhia Sargento Major (C.S.M.) |
| 1953 | Will Any Gentleman...?                         | Detective Inspector (D.I.) Martin   |
| 1955 | Footsteps in the Fog                           | Herbert Moseby                      |
| 1955 | Josephine and Men                              | Detetive Sgt.(D.S.) Parsons         |
| 1956 | Tons of Trouble                                | Bert                                |
| 1956 | Private's Progress                             | Sargento Sutton                     |
| 1956 | Doublecross                                    | Herbert Whiteway                    |
| 1957 | Hell Drivers                                   | Cartley                             |
| 1957 | Yangtse Incident: The Story of H.M.S. Amethyst | Leading Seaman Frank                |
| 1957 | Hypnotisören                                   | Inspetor Ross                       |
| 1957 | Date with Disaster                             | Tracy                               |
| 1958 | Carry On Sergeant                              | Sargento Grimshawe                  |
| 1958 | On the Run                                     | Tom Casey                           |
| 1959 | Strictly Confidential                          | Grimshaw                            |
| 1959 | The Desperate Man                              | Smith                               |
| 1959 | The Night We Dropped a Clanger                 | Sargento Bright                     |
| 1959 | Shake Hands with the Devil                     | Sargento Jenkin                     |
| 1959 | The Mouse That Roared                          | Sargento-de-Armas Will Buckley      |
| 1960 | Jackpot                                        | Superintendente Frawley             |
| 1960 | And the Same to You                            | Walter "Wally" Burton               |
| 1960 | Piccadilly Third Stop                          | Coronel                             |
| 1963 | The World Ten Times Over                       | Pai                                 |
| 1963 | Heavens Above!                                 | Major Fowler                        |
| 1963 | This Sporting Life                             | 'Papai' Johnson                     |
| 1964 | Tomorrow at Ten                                | Freddy                              |

### Televisão
| Ano           | Título                            | Personagem                               |
| ------------- | --------------------------------- | ---------------------------------------- |
| 1925          | Douglas Fairbanks, Jr., Presents  | Christy                                  |
| 1925          | London Playhouse                  | Kenyon                                   |
| 1956          | The Errol Flynn Theatre           | Himself                                  |
| 1957          | A Santa For Christmas             | Desconhecido                             |
| 1957–1960     | The Army Game                     | Companhia Sargento Major Percy Bullimore |
| 1958-1959     | Dial 999                          | Joss Crawford Jeff Richards              |
| 1959          | Probation Officer                 | Desconhecido                             |
| 1959          | The Flying Doctor                 | Abe McKeller                             |
| 1960          | ITV Television Playhouse          | Reynolds Jim                             |
| 1961          | Kraft Mystery Theater             | Desconhecido                             |
| 1961          | Ghost Squad                       | Fred Rice                                |
| 1963          | The Plane Makers                  | Wally Griggs                             |
| 1963          | The Edgar Wallace Mystery Theatre | Inspetor Roberts                         |
| 1963–66, 1973 | Doctor Who                        | O Doutor                                 |
| 1967          | No Hiding Place                   | Impey                                    |
| 1968          | Softly, Softly                    | Henry Swift                              |
| 1970          | Crime of Passion                  | Henri Lindon                             |

### Jogos
| Ano  | Título          | Personagem      |
| ---- | --------------- | --------------- |
| 2015 | Lego Dimensions | Primeiro Doutor |